# Мачали
Мачали (шп. Machalí) је општина у Чилеу. По подацима са пописа из 2002. године број становника у месту је био 23.920.

## Демографија
| 2002.  |
| ------ |
| 23,920 |